# Шљука камењарка
Шљука камењарка (лат. Arenaria interpres) птица је селица из реда шљукарица. Ова птица је једна од две врсте рода Arenaria. Назив Arenaria потиче од латинске речи arena која означава песак или од речи arenarius што значи „онај који насељава песак”, док реч interpres значи гласник, курир. Када је Лине посетио острво Готланд у Шведској чуо је реч tolk мислећи да се та реч односи на шљуку камењарку. На стандардном шведском језику та реч значи преводилац, тумач. Међутим, на локалном дијалекту становника острва Готланд ова реч означава ноге и била је намењена црвеноногом спруднику.

## Опис
Дужина тела од врха репа до врха кљуна је од 21 до 24 центиметара, а распон крила је између 84 и 190 центиметара. Маса птице је од 43 до 49 грама. Средње велика, округласта птица из породице Scolopacidae са карактеристичним клинастим, зашиљеним кљуном, наранџастим ногама и прошараним крилима која се најбоље виде док птица лети. Полни диморфизам је присутан, а посебно изражен током периода гнежђења. Мужјак тада има јарко наранџасто обојено покровно перје на леђима и крилима, док су женке и млади мужјаци смеђе обојени, са загаситим нијансама наранџасте.

## Распрострањење и станиште
Широко распрострањена врста. Гнезди се на обалама Скандинавије, Аљаске, целе Русије и на острвима Канадског Арктичког архипелага. На југозападној обали Норвешке је присутна током целе године, а из осталих крајева се сели до приобаља Африке, Аустралије, Северне и Јужне Америке. Такође се може срести у зимском периоду на обалама Велике Британије, Ирске и Индије. Насељава тундре Арктика са приобалним ливадама и мочварама испресецаних појасевима са стенама, глином или шљунком обично у близини мора или на подручјима која остају влажна све до краја лета. Ван периода гнежђења углавном се држи приобалних подручја мора и океана, али су забележени и случајеви продирања у унутрашњост копна где се бележи на језерским обалама. Такође је на пролазу присутна и у мочварама мангрова, на обалама естуара, речних ушћа, лукобрана и на пешчаним плажама на којима је море нанело водене биљке и остали органски материјал.

## Биологија
У подручјима у којима се гнезди обично се храни одраслим и ларвалним облицима инсеката из реда Diptera, ларвама инсеката из редова Lepidoptera, Hymenoptera, Coleoptera, пауцима, а повремено и биљном материјом. Ван периода гнежђења њену исхрану чине инсекти, рачићи, шкољке (попут дагњи и срчанки), чланковити црви, бодљокошци, мале рибе, стрвина и јаја других птица. Гнезди се од маја до почетка августа у појединачним паровима, а уколико је станиште повољно на једном месту може бити и неколико парова. Гнездо се налази на акумулираном блату на обали, тресету или сувој земљи окружено густом вегетацијом, често на благом узвишењу (хумка или бусен приобалних биљака), у плитком удубљењу на тлу или у расцепу у стени. Гнездо је обично у близини мора или тек неколико километара унутар копна. Током сеобе је прилично друштвена и на местима на којима се храни или одмара, јата могу бројати 100 и више јединки, посебно у зони плиме и осеке. Орнитолози процењују да европска популација броји између 35 900 и 77 100 гнездећих парова.

## Угроженост
У појединим регионима Европе легла ове птице уништава, инвазивна врста из породице куна, америчка видрица. Подложна је птичјем грипу, па је веће епизоотије могу угрозити.

## Шљука камењарка у Србији
Почетком 19. века је била врло ретка и бележена је само у Срему на Дунаву, док је до 1950. евидентирана само једном и то у околини Сенте. У другој половини 20. и почетком 21. века нађена је на више места у Бачкој и Банату, а јужно од Саве и Дунава нађена је у свега три наврата. Највише су забележене четири птице на једном месту. Према Црвеној књизи фауне Србије III - Птице, популација која пролази кроз Србију је угрожена.

## Галерија
- Гнездеће рухо
- Потрага за храном
- Мање јато
- Прстеновање у Мађарској
- Шљука камењарка (лево) и велика спрутка (десно)
- Јаја из музејске збирке